# Metacantharis picciolii
Metacantharis picciolii là một loài bọ cánh cứng trong họ Cantharidae. Loài này được Ragusa miêu tả khoa học năm 1870.